# 土橋勇逸
土橋 勇逸（つちはし ゆういつ、1891年〈明治24年〉1月1日 - 1972年〈昭和47年〉5月31日）は、日本の陸軍軍人。最終階級は陸軍中将。

## 経歴
佐賀県出身。小城中学校、熊本陸軍地方幼年学校、中央幼年学校を経て、1912年（明治45年）5月、陸軍士官学校（24期）を卒業し、同年12月、歩兵少尉に任官し歩兵第37連隊付となる。天津駐屯歩兵隊付などを経て、1920年（大正9年）11月、陸軍大学校（第32期）を卒業した。
1921年（大正10年）4月、参謀本部付勤務となり、次いで参謀本部員に就任。1923年（大正12年）4月から一年間、陸軍委託学生として東京外国語学校でフランス語を学んだ。1924年（大正13年）7月から1927年（昭和2年）1月までフランスに駐在し、この間、国際連盟代表随員、陸軍省軍務局課員（軍事課）を務めた。1930年（昭和5年）8月、歩兵第1連隊大隊長となり、参謀本部員、欧州出張、軍務局課員などを経て、1935年（昭和10年）8月、歩兵大佐に昇進し歩兵第20連隊長に就任した。1937年（昭和12年）8月、フランス大使館付武官発令を経て、1938年（昭和13年）7月、陸軍少将に進級。
1939年（昭和14年）5月、参謀本部付となり、次いで第21軍参謀長に就任し日中戦争に出征。参謀本部第2部長、支那派遣軍総参謀副長、兼中国大使館付武官を経て、1941年（昭和16年）8月、陸軍中将となった。同年9月、第48師団長に親補され台湾に駐屯。太平洋戦争開戦により、フィリピンの戦い、蘭印作戦に参加し、その後、ティモール島の警備に従事した。1944年（昭和19年）11月、印度支那駐屯軍司令官に発令され、翌月、印度支那駐屯軍が第38軍に改編後も引き続き司令官を務めた。1945年（昭和20年）3月、仏印総督代行を兼務し終戦をハノイで迎えた。
1946年（昭和21年）4月、戦犯容疑により広東で抑留され、1948年（昭和23年）1月、サイゴンで抑留となった。1949年（昭和24年）7月、不起訴処分となり、翌年6月に復員。
国内では1948年（昭和23年）1月31日に公職追放の仮指定を受けた。

## 栄典
位階
- 1913年（大正2年）2月20日 - 正八位[2]
- 1941年（昭和16年）9月15日 - 従四位
- 1943年（昭和18年）10月1日 - 正四位

勲章
- 1940年（昭和15年）8月15日 - 紀元二千六百年祝典記念章[3]

外国勲章佩用允許
- 1941年（昭和16年）12月9日 - 満州帝国：建国神廟創建記念章[4]

## 親族
- 妻 土橋銈子 藤井包總（陸軍中将）の娘
- 義兄 西郷勝蔵（陸軍少将）

## 著作
- 『時局と吾人の反省』日本協会出版部、1940年。
- 土橋弘道編『軍服生活四十年の想出』勁草出版サービスセンター、1985年。